# Loeg mac Riangabra

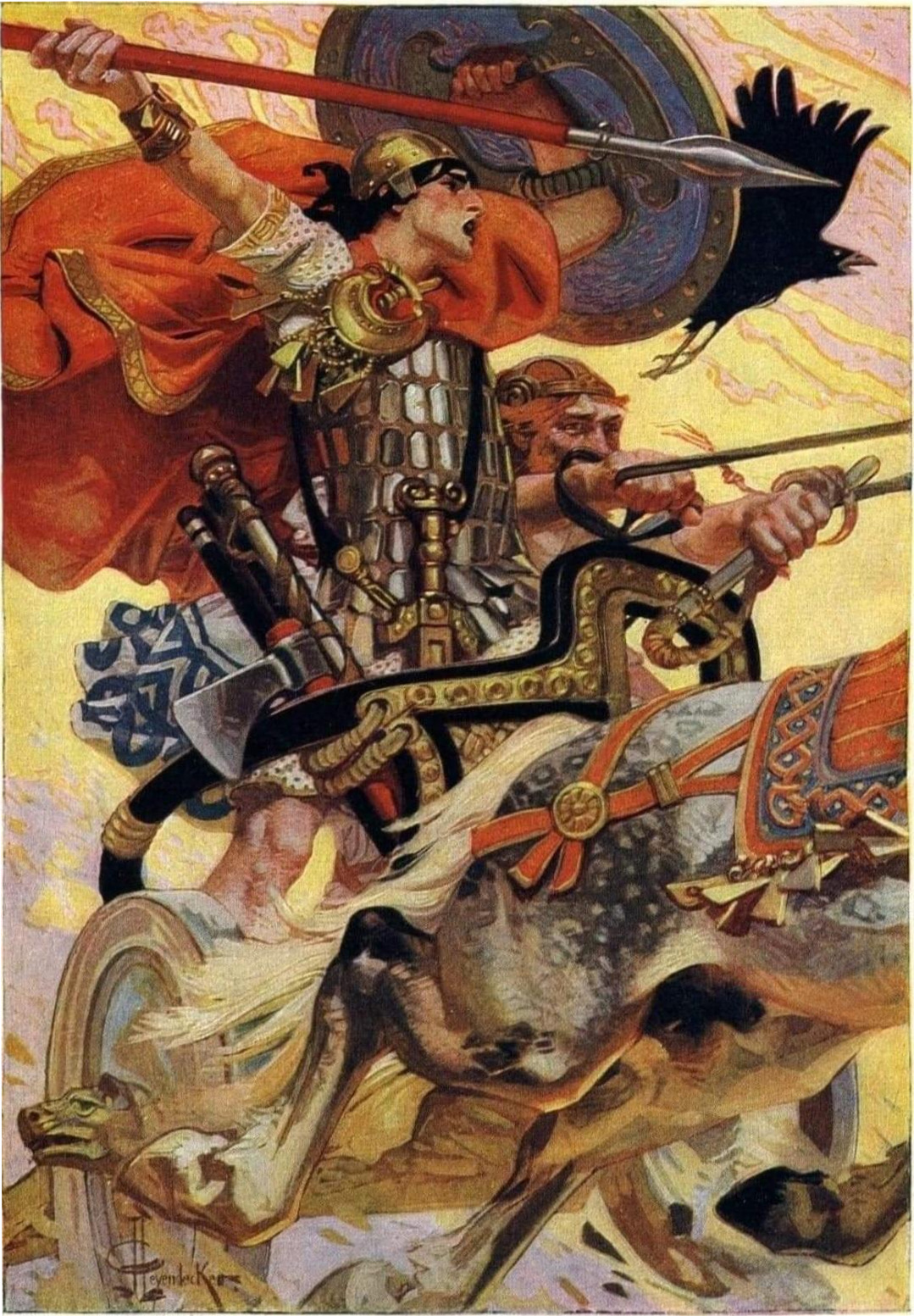
Cú Chulainn und sein Wagenlenker Loeg mac Riangabra

Loeg mac Riangabra [Loiɣ mak 'Rʴianɣvra], auch Lœg oder Laeg, ist im Ulster-Zyklus der keltischen Mythologie Irlands der Name von Cú Chulainns Wagenlenker.
Loeg beherrschte die drei búada („Siegeskräfte“) der Wagenlenkerkunst: leim dar boilg („der Sprung über die Kluft“), foscul n-diriuch („plötzliches Wegnehmen, Zusammenreißen“ [der Pferde?]) und das „Schwingen der Gerte, Peitsche“. Für den Kampf wappnet er sich mit einem Wams aus Hirschleder, dünn genug, um nicht in der Bewegung behindert zu sein, einem mythischen Feder-Mantel, einem verzierten Helm und einem roten Stirnband, dem Zeichen der Wagenlenker. Die Pferde schützt er mit Eisenpanzern, den Wagen rüstet er mit Sicheln und Speeren nach allen Seiten aus. Mit Hilfe eines Zauberspruches kann er das Gefährt unsichtbar machen.
Im Táin Bó Cuailnge („Der Rinderraub von Cooley“) verhöhnt er auftragsgemäß Cú Chulainn, als dieser im Zweikampf gegen Fer Diad nachzulassen droht. Dem dadurch in heller Wut entfachten reicht er den Todesspeer Gae Bolga, mit dem dieser seinen Gegner tötet.
In Serglige Con Chulainn ocus oenét Emire („Cú Chulainns Krankenlager und die einzige Eifersucht Emers“) wird Loeg auf Bitten der Fee Lí Ban von Cú Chulainn zu Fand in die Anderswelt geschickt und bringt von dort einen begeisterten Bericht über dieses „wunderbare Land“ zurück.
In der Erzählung Aided Chon Culainn („Der Tod Cú Chulainns“) wird berichtet, dass Loeg große Mühe hat, die Pferde anzuspannen, weil sie sich – besonders das Lieblingspferd Liath Macha – dagegen sträuben. Loeg sieht dies als übles Vorzeichen und warnt seinen Herren vor dem Kriegszug nach Muirtheimne, Cú Chulainns Besitz. Beim Kampf, erzählt im Kapitel Brislech Mór Maige Muirtheimne („Das große Fällen von Mag Muirtheimne“), wird Loeg mit Cú Chulainns eigenem Speer getötet, den dieser wegen eines Zauberfluches (glám dícenn) den Feinden überlassen muss.